# Estación del Arte (metrostation)
Estación del Arte is een metrostation aan lijn 1 in de Spaanse hoofdstad Madrid dat op 26 december 1921 onder de naam Atocha werd geopend. 

## Geschiedenis
Op 17 oktober 1919 werd het eerste deel van de Madrileense metro geopend tussen Cuatro Caminos en Sol. Vervolgens werd de lijn ten zuiden van Sol doorgetrokken naar het grote spoorwegstation, Station Atocha, aan de zuidrand van de binnenstad. Deze verlenging werd op 26 december 1921 geopend en het nieuwe zuidelijke eindpunt werd genoemd naar het spoorwegstation. De verdere  verlenging van de lijn naar het zuiden volgde op 8 mei 1923 zodat Atocha niet langer eindpunt was. 
In het kader van de aanleg van de hogesnelheidslijn naar Sevilla werd station Atocha tussen 1985 en 1992 grondig verbouwd. De nieuwe perrons en stationshal werden ten zuiden van de perronhal uit 1892 en daarmee kwam het metrostation verder van het spoorwegstation te liggen. In 1988 werd daarom een nieuw metrostation, Atocha-Renfe, bij de nieuwe stationshal in de lijn ingevoegd. Het metrostation uit 1921 behield zijn naam tot 1 december 2018 toen het werd omgedoopt in Estación del Arte om verwarring met het treinstation te voorkomen. De nieuwe naam is een verwijzing naar de belangrijkste kunstmusea van de stad die in de buurt van het station liggen.

## Ligging en inrichting
Het licht gebogen enkelgewelfdstation ligt op niveau -2 onder de Paseo de la Infanta Isabel, waar deze uitkomt op de rotonde ten noorden van de perronhal uit 1892. De noordelijke toegang tot het station ligt aan de westkant van de rotonde vlakbij het Museo Nacional Centro de Arte Reina Sofía. De trappen aldaar verbinden de straat met een reizigerstunnel op perronniveau parallel aan de metrotunnel. Voor de richting centrum komt deze reizigerstunnel achter de OV-poortjes direct uit op het perron. Reizigers in de andere richting moeten gebruikmaken van een ondergrondse brug van/naar het perron voor de metro's naar het zuiden. De zuidelijke toegang ligt boven de zuidkop van de perrons voor de deur van het ministerie van landbouw, visserij en voedselvoorziening en is eveneens voorzien van vaste trappen, zodat het station niet rolstoeltoegankelijk is. 
De wanden van de reizigerstunnels en de perrons zijn opgesierd met afbeeldingen van kunstwerken uit de musea rond het station. 

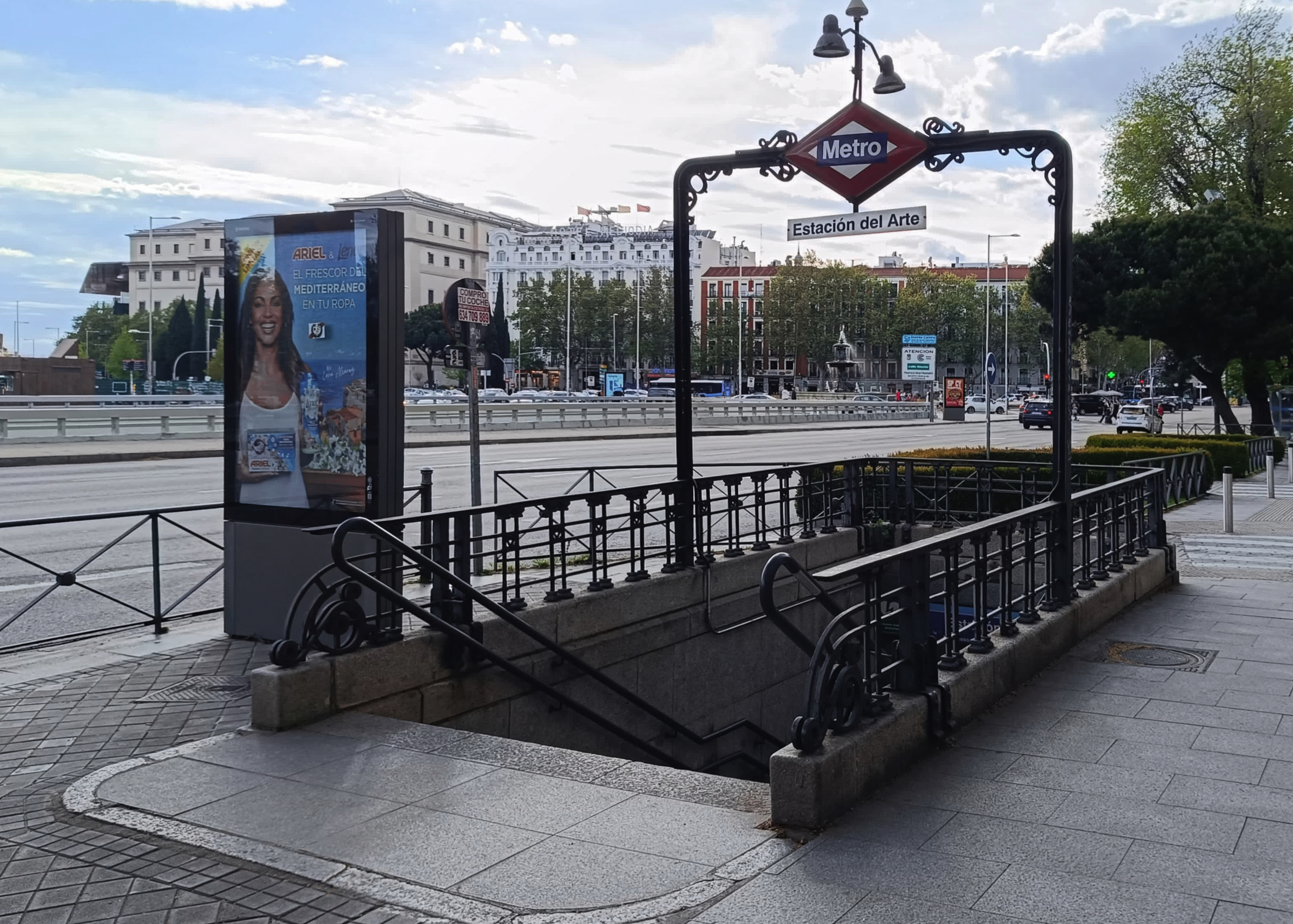
De zuidelijke toegang van het station
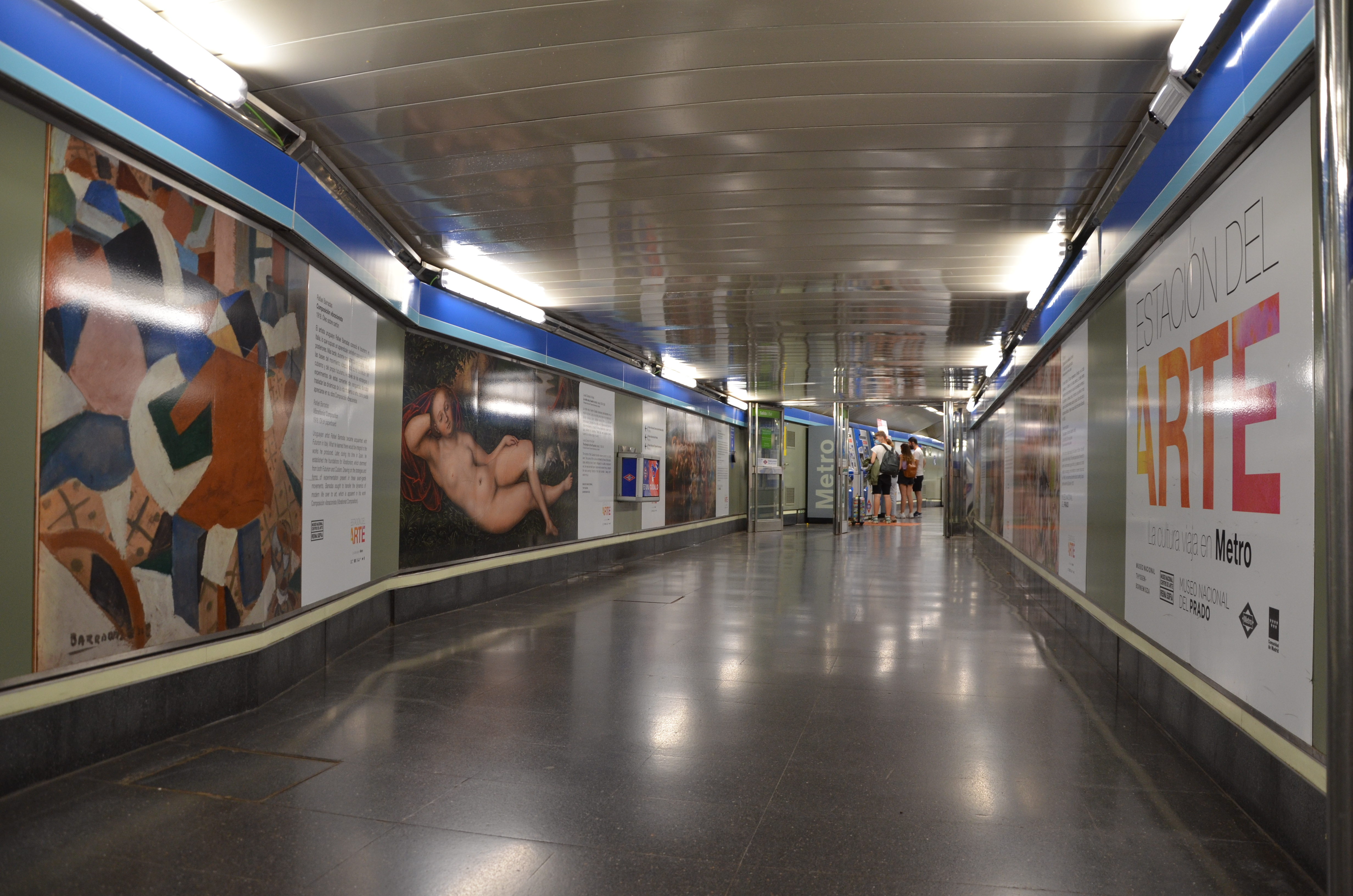
De reizigerstunnel tussen de noordelijke toegang en de perrons
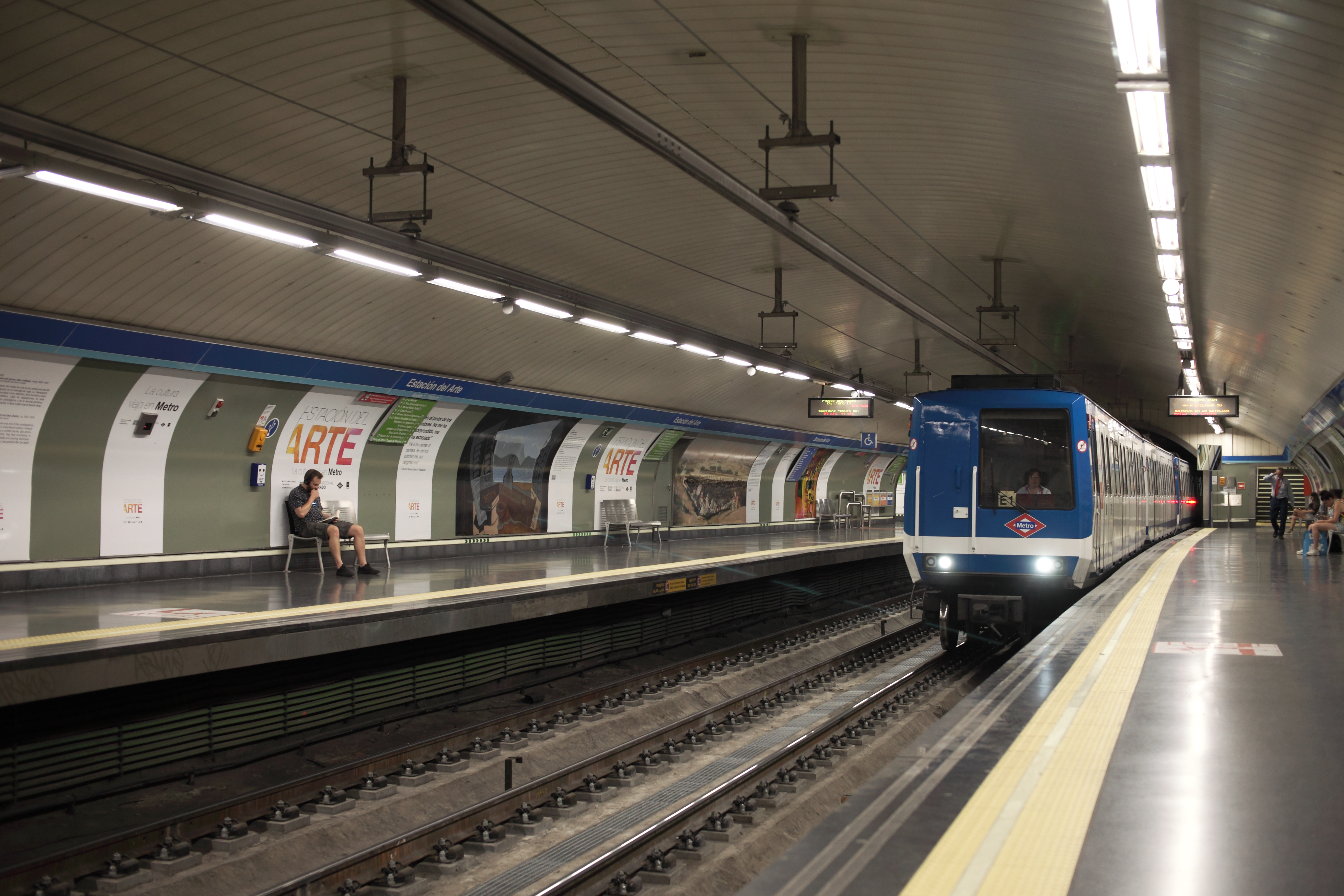
Sporen, perrons en de tunnel aan de zuidkant